# Charles Jennens

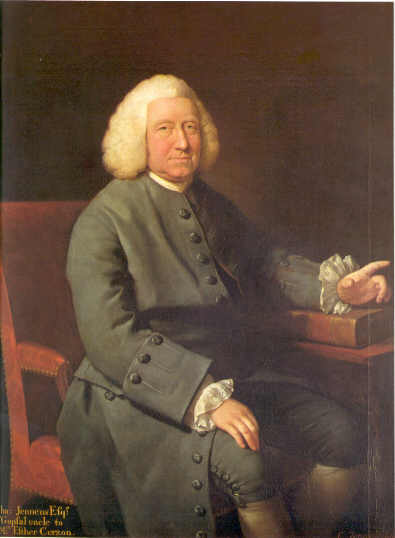
Charles Jennens

Charles Jennens (Leicestershire, 1700 – 20 de novembro de 1773) foi um mecenas e escritor da Inglaterra, lembrado especialmente por ter sido o autor dos libretos de oratórios de Händel: Saul, L'Allegro, il Penseroso ed il Moderato, O Messias, Belshazzar e possivelmente Israel in Egypt.